# Plecturocebus stephennashi
Plecturocebus stephennashi (лат.) — вид приматов из семейства саковых.

## Систематика
Голотип был обнаружен в 2001 году приматологом Марком ван Русмаленом, когда местный рыбак принёс образцы в его питомник. Описан вид был в 2002 году, назван в честь Стивена Нэша, иллюстратора из «Conservation International», организации, спонсирующей работу ван Русмалена.
До 2016 года включался в состав рода Callicebus, однако по результатам молекулярно-генетических исследований Byrne с коллегами вид был перенесён в род Plecturocebus.

## Описание
Это относительно небольшие приматы с густым, пушистым мехом. Измеренные образцы имели длину тела 27-28 см, длину хвоста 42 сантиметров. Вес 480—780 грамм. Шерсть на спине, на плечах и бедрах серая, живот, предплечье и ноги ярко-красные, лапы белые. Хвост пушистый, длиннее тела. Голова круглая и маленькая, макушка серая. На лбу широкая чёрная полоса. На спине длинные волосы ярко-красного цвета.

## Распространение
Эндемик Бразилии, где встречается к востоку от реки Пурус. Ареал зажат между ареалами родственных видов Plecturocebus caligatus и Plecturocebus dubius. Возможно также встречается в районе междуречья рек Пурус, Мадейра и Ипишуна.